# Radio MegaMix
Radio MegaMix —más conocida como La MegaMix y anteriormente Radio La Mega— es una emisora de radio peruana propiedad del Grupo RPP, cuya programación se compone de música variada.

## Historia

### Primera etapa
La radio fue lanzada al aire el 24 de octubre del 2004 bajo el nombre de "La Mega" en la frecuencia 94.3 FM, anteriormente ocupada por la recordada Radio América la cual cerró después de que el Grupo RPP comprara la frecuencia. Su programación consistió inicialmente en emitir música variada con géneros como reguetón, salsa, merengue, disco, electrónica, techno, rock & pop en inglés y español de los 60s, 70s, 80s y 90s, latín pop, pop rock, hip hop, trance,  axé y house, volviéndose competencia directa de Okey Radio y Radio Moda. Entre los conductores convocados fueron Gustavo Hernández «Chiki», quien estuvo previamente en Okey.
En febrero del 2007 la radio retira todos los géneros de su programación menos la salsa, reguetón y merengue debido a la baja audiencia que sufría. En agosto del mismo año, con el resurgimiento de la cumbia peruana debido a la muerte del Grupo Néctar, la radio agrega algunas canciones de cumbia nacional e internacional del momento a su programación. Debido a la buena acogida de la audiencia, en febrero del 2008, la radioemisora posiciona a la cumbia como su género principal, en conjunto con canciones de salsa y merengue. Dado que la cumbia en aquella época estaba atravesando un fuerte periodo de popularidad, el Grupo RPP decidió eliminar la salsa y el merengue de la radio en abril del mismo año. Durante esta etapa ganó fama por la realización de MegaFiestas, conciertos multitudinarios con bandas invitadas.
A fines de 2011, la radio volvió a agregar salsa y añadió canciones de bachata a su oferta, con una reducción de canciones de cumbia como resultado del cambio de programación previamente mencionado. El 7 de enero de 2012, La Mega salió del aire debido al lanzamiento de Radio Bravaza en la misma frecuencia que operaba. Esta estación eliminó la bachata de su programación y agregó nuevamente el merengue. Por baja audiencia, duró solo ocho meses en emisión, salió del aire en septiembre del mismo año y fue reemplazada por Radio Corazón en la frecuencia 94.3 MHz FM.

### Segunda etapa
El 20 de junio de 2020 La Mega regresó al aire como una radio por internet, cuya oferta consistía de canciones de cumbia, vallenatos y folklore.
Un mes más tarde, regresó al aire el 27 de julio del mismo año en la frecuencia 96.7 MHz FM en reemplazo de la emisora Radio Capital. A los géneros ya existentes en su versión por internet, se le agregaron canciones de merengue. Inició sus transmisiones a las 12:00 a. m. medianoche con la canción Tu amor fue una mentira de Agua Marina. El 1 de septiembre, la emisora empezó a transmitir en AM en la frecuencia 1470 kHz, hasta ese entonces repetidora de Radio Felicidad FM. También amplió su cobertura al nivel nacional con la apertura de estaciones repetidoras a lo largo del país, previamente usadas por Radio Corazón, Studio 92 y Radio Felicidad. Además, lanzó programas en vivo con conductores como Hernán Vidaurre, Rosmery Valdez, Nando Cabanillas, entre otros. Con estos cambios, se considera el 1 de septiembre su regreso oficial, puesto que hasta antes de esa fecha, la radio emitía música de forma automatizada.
El 29 de octubre de 2022 La Mega cambió de formato a una emisora de música variada de rock & pop en inglés e español de las décadas de 1980 a 1990, techno, salsa, cumbia, reguetón, merengue, trance, música disco, reparto, bachatas, latín pop, axé, electropop, hip hop y house volviendo así al formato variado como lo estuvo en su primera etapa en los 94.3 FM de 2004 a 2007 y dejando de transmitir solo géneros tropicales por baja audiencia volviéndose de esta manera competidora de Radio América y Radio Comas. El 3 de noviembre del mismo año, se resumió la emisión de programación con presentadores en vivo que interactuaban con la audiencia. El 28 de noviembre, la estación cambia de nombre a "Radio MegaMix", debido al cambio de formato al que pasó la radio. El 1 de diciembre presentaron oficialmente a los locutores siendo los mismos del formato anterior solo agregando a Chiki y Tomate Barraza.
El 25 de noviembre del 2023, MegaMix festeja su primer año como marca después del cambio de nombre de "La Mega" a "MegaMix", en un concierto llamado "El Festival MegaMix" con artistas peruanos como Yahaira Placencia, Los Barraza, Hermanos Yaipén, entre otros en el centro comercial Real Plaza Puruchuco. 
El 1 de febrero de 2024, la frecuencia 1470 kHz AM, hasta ese entonces repetidora de la señal FM de MegaMix, fue remplazada por una nueva emisora llamada Radio Oxígeno Classics. 
El 1 de abril, ingreso el conocido locutor Daniel Marquina cómo conductor del programa "A todo mix". El 16 de noviembre, Megamix volvió a retransmitir la señal FM en los 1470 AM, después de que Oxígeno Classics emisora que estaba en dicha frecuencia dejó de emitir su señal tanto en AM como en internet.
En enero de 2025, agregaron pop actual en inglés, electro y k-pop a la programación.
En mayo de 2025 se hacen nuevo programa que se llama cumbia con maca que se pondrán pura cumbia de lunes a viernes de 5 a 7 de la mañana, sábados y domingo de 5 a 6 de la mañana

## Eslóganes

### Radio La Mega 94.3
- 2004-2005: ¡Muevete a la mega!
- 2005-2006: ¡Solo éxitos!
- 2007-2008: ¡Sólo música bravaza!
- 2008 (febrero-junio): ¡Salsa Bravaza y Mas...!
- 2008 (junio-diciembre): ¡Cukucumbia bravaza!
- 2008-2011: ¡Tu megacumbia!

### Radio La Mega 96.7
- 2020-junio de 2022: ¡Tu mega cumbia y mas...!
- Junio-octubre de 2022: ¡Está buenaza!

### Radio MegaMix 96.7
- Desde noviembre de 2022: ¡Tocamos de todo!

## Frecuencias

### Actuales
- Amazonas – Bagua – 97.7 FM

- Áncash – Chimbote – 93.1 FM

- Apurímac – Abancay – 98.3 FM

- Apurimac – Andahuaylas – 92.5 FM

- Arequipa - 90.3 FM  / 1140 AM

- Arequipa – Camaná - 100.1 FM

- Arequipa – Majes - 104.1 FM

- Cajamarca - 96.9 FM

- Cajamarca – Bambamarca – 99.1 FM

- Cusco – 104.9 FM

- Huánuco – 104.5 FM

- Ica - 91.3 FM

- Junín - La Merced – 98.3 FM

- Junín – La Oroya – 105.3 FM

- Lambayeque - Chiclayo – 98.3 FM

- La Libertad - Trujillo – 99.9 FM

- Loreto - Iquitos - 89.5 FM

- Lima - 96.7 FM / 1470 AM

- Piura - 104.9 FM

- Piura -  Sullana - 102.9 FM

- Ucayali - Pucallpa - 91.1 FM

### Anteriores
- Ucayali - Pucallpa - 89.7 FM (fue reemplazada por Radio Oxígeno del Grupo RPP) (2020-2025)

## Logotipos

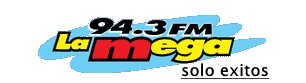
2004-2006